# Xerochrysum bracteatum
A Xerochrysum bracteatum, também conhecida como sempre-viva, é uma angiosperma da família Asteraceae, nativa da Austrália. Ela cresce como uma planta herbácea perene ou anual até um metro de altura, com folhas verdes ou cinzentas. Flores amarelas ou brancas são produzidas da primavera ao outono; sua característica distintiva são as finas brácteas que lembram pétalas. A espécie está presente em vários habitats ao redor do país, desde margens de florestas à desertos e áreas sub-alpinas.

## Distribuição e habitat
Xerochrysum bracteatum ocorre em todos os estados e territórios continentais da Austrália, assim como na Tasmânia. De distribuição vasta, pode ser encontrada deste North Queensland até à Austrália Ocidental, e em todos os habitats excluindo áreas densamente sombreadas. Cresce como planta anual em áreas de areias vermelhas na Austrália Central, respondendo de maneira rápida a quedas de chuva para completar o seu ciclo de vida. É comum em afloramentos graníticos na parte sudoeste da Austrália Ocidental, sendo também encontrada em solos mais férteis e pesados da região de Sydney, como por exemplo em solos basálticos, xistosos ou calcários, geralmente em áreas com lençol freático elevado. Espécies associadas na Bacia de Sydney incluem Eucalyptus pilularis em florestas abertas, e arbustos das espécies Empodisma minus e Baloskion australe em áreas pantanosas. Foi relatado crescerem em solos perturbados, nas margens de estradas e em campos na região da Nova Inglaterra, no Estados Unidos da América.